# Vidrà
Vidrà – gmina w Hiszpanii, w prowincji Girona, w Katalonii, o powierzchni 34,76 km². W 2011 roku gmina liczyła 163 mieszkańców.